# Чемпіонат України з регбі 2015
Чемпіонат України 2015 року з регбі-15.

## Кваліфікація
На першому зональному етапі з 18 квітня до 28 червня 15 команд було розділено на 4 групи і в проведених турнірах визначено 8 учасників Суперліги та 6 учасників Вищої ліги.

### Група «Захід»
| М | Команда                     | В | Н | П | Р:О     | Б  | Очки |
| - | --------------------------- | - | - | - | ------- | -- | ---- |
| 1 | «Сокіл» (Львів)             | 5 | 0 | 0 | 211:41  | +2 | 22   |
| 2 | «Поділля» (Хмельницький)    | 3 | 0 | 2 | 276:55  | +4 | 16   |
| 3 | «Роланд» (Івано-Франківськ) | 2 | 0 | 3 | 78:129  | +3 | 11   |
| 4 | «Верес» (Рівне)             | 2 | 0 | 3 | 115:227 | -  | 8    |
| 5 | «Корзо» (Ужгород)           | 0 | 0 | 4 | 26:254  | -1 | -1   |

### Група «Південь»
| М | Команда              | В | Н | П | Р:О    | Б  | Очки |
| - | -------------------- | - | - | - | ------ | -- | ---- |
| 1 | «Кредо-63» (Одеса)   | 4 | 0 | 0 | 249:40 | +4 | 20   |
| 4 | «Академія» (Одеса)   | 2 | 0 | 2 | 72:182 | +1 | 9    |
| 3 | «Політехнік» (Одеса) | 0 | 0 | 4 | 77:176 | +3 | 3    |

### Група «Центр»
| М | Команда             | В | Н | П | Р:О     | Б  | Очки |
| - | ------------------- | - | - | - | ------- | -- | ---- |
| 1 | «Ребелс» (Київ)     | 3 | 0 | 1 | 159:107 | +4 | 16   |
| 4 | «Антарес» (Київ)    | 3 | 0 | 1 | 97:73   | +1 | 13   |
| 3 | «Політехнік» (Київ) | 0 | 0 | 4 | 65:141  | +1 | 1    |

### Група «Схід»
| М | Команда                    | В | Н | П | Р:О     | Б  | Очки |
| - | -------------------------- | - | - | - | ------- | -- | ---- |
| 1 | «Олімп» (Харків)           | 6 | 0 | 0 | 637:9   | +6 | 30   |
| 2 | «Тех-А-С» (Харків)         | 4 | 0 | 2 | 169:159 | +4 | 20   |
| 3 | «Дніпро» (Дніпропетровськ) | 2 | 0 | 4 | 132:308 | +2 | 10   |
| 4 | «Гірник» (Кривий Ріг)      | 0 | 0 | 6 | 48:510  | -  | 0    |

## Суперліга
Чемпіонат України 2015 року з регбі-15 серед чоловічих команд Суперліги розіграли 8 команд, які провели турнір у двох групах у два кола від 29 серпня до 31 жовтня. Після цього по три кращі команди з кожної групи визначили у стикових зустрічах володарів 1—6 місця до 14 листопада.
Команди: «Олімп» (Харків), «Кредо-1963» (Одеса), «Поділля» (Хмельницький), «Ребелс» (Київ), «Сокіл» (Львів), «Антарес» (Київ), «ТЕХ-А-С» (Харків), «Академія» (Одеса).

### Група А
| М | Команда                  | В | Н | П | Р:О     | Б  | Очки |
| - | ------------------------ | - | - | - | ------- | -- | ---- |
| 1 | «Олімп» (Харків)         | 6 | 0 | 0 | 515:13  | +6 | 30   |
| 2 | «Поділля» (Хмельницький) | 4 | 0 | 2 | 270:195 | +4 | 20   |
| 3 | «Академія» (Одеса)       | 1 | 0 | 5 | 88:212  | +2 | 6    |
| 4 | «Ребелс» (Київ)          | 1 | 0 | 5 | 71:424  | +1 | 5    |

### Група Б
| М | Команда            | В | Н | П | Р:О     | Б  | Очки |
| - | ------------------ | - | - | - | ------- | -- | ---- |
| 1 | «Кредо-63» (Одеса) | 6 | 0 | 0 | 487:36  | +6 | 30   |
| 2 | «Антарес» (Київ)   | 2 | 1 | 3 | 75:194  | +1 | 11   |
| 3 | «Сокіл» (Львів)    | 2 | 0 | 4 | 117:239 | +2 | 10   |
| 4 | «Тех-А-С» (Харків) | 1 | 1 | 4 | 63:273  | +2 | 8    |

### Фінали
за 5-е місце: «Академія» (Одеса) — «Сокіл» (Львів) 12:10, 33:36
за 3-є місце: «Поділля» (Хмельницький) — «Антарес» (Київ) 17:12, 18:10
за 1-е місце: «Олімп» (Харків) — «Кредо-63» (Одеса) 17:15, 19:7

### Найрезультативніші гравці
1. Олег Косарєв («Олімп») – 255 очок (25 спроб, 56 реалізацій, 6 штрафних);
2. Микола Делієргієв («Кредо-1963») – 122 очка (6 спроб, 37 реалізацій, 6 штрафних);
3. Олексій Дедешко («Академія») – 58 очок (2 спроби, 9 реалізацій, 10 штрафних);
4. Євген Чайка («Кредо-1963») – 55 очок (11 спроб);
5. Євген Залевський («Кредо-1963») – 50 очок (10 спроб);
6. Мирослав Шуляк («Поділля») – 49 очок (7 спроб і 7 реалізацій);
7. Денис Масюков («Кредо-1963») – 45 очок (5 спроб і 10 реалізацій);
8. Павло Чеховський («Сокіл») – 45 очок (спроба, 8 реалізацій, 9 штрафних);
9. Едуард Вертилецький («Кредо-1963») – 40 очок (8 спроб);
10. Максим Тюриков («Поділля») – 39 очок (спроба, 11 реалізацій, 3 штрафні).
Набрані гравцями на першому (зональному) етапі очки не враховувалися.

## Вища ліга
Чемпіонат України 2015 року з регбі-15 серед чоловічих команд  Вищої ліги розіграли 6 команд, які провели турнір у двох групах у два кола. Після цього по дві кращі команди з кожної групи визначили у стикових зустрічах володарів 1—4 місця.
Команди: «Верес» (Рівне), «Роланд» (Івано-Франківськ), «Корзо» (Ужгород), «Політехнік» (Київ), «Політехнік» (Одеса), «Дніпро» (Дніпропетровськ).

### Група «Захід»
| М | Команда                     | В | Н | П | Р:О    | Б  | Очки |
| - | --------------------------- | - | - | - | ------ | -- | ---- |
| 1 | «Верес» (Рівне)             | 4 | 0 | 0 | 160:34 | +3 | 19   |
| 2 | «Роланд» (Івано-Франківськ) | 1 | 1 | 2 | 75:94  | +2 | 8    |
| 3 | «Корзо» (Ужгород)           | 0 | 1 | 3 | 44:151 | -  | 2    |

### Група «Південний-схід»
| М | Команда                    | В | Н | П | Р:О    | Б  | Очки |
| - | -------------------------- | - | - | - | ------ | -- | ---- |
| 1 | «Політехнік» (Київ)        | 3 | 0 | 1 | 114:51 | +4 | 17   |
| 2 | «Політехнік» (Одеса)       | 3 | 0 | 1 | 111:54 | +4 | 17   |
| 3 | «Дніпро» (Дніпропетровськ) | 0 | 0 | 4 | 0:120  | -  | 0    |

### Півфінали
1 листопада
«Верес» (Рівне) — «Політехнік» (Одеса) 17:36
«Політехнік» (Київ) — «Роланд» (Івано-Франківськ) 48:5

### Фінали
8 і 15 листопада
за 3-є місце: «Верес» (Рівне) — «Роланд» (Івано-Франківськ) 15:13, 21:10
7 і 14 листопада
за 1-е місце: «Політехнік» (Одеса) — «Політехнік» (Київ) 23:20, 8:8